# Multan
Multan (in urdu ﻣﻠﺘﺎﻥ‎?, Multān; in persiano ﻣﻮﻟﺘﺎﻥ‎, Mūltān), è una città di più di 1.800.000 abitanti, situata nel Pakistan centrale presso il fiume Chenab, nella regione del Punjab. Possiede industrie siderurgiche, tessili, meccaniche, alimentari, conciarie e del vetro.
Fu sede di governatorato durante la dominazione Khaljī.
In questa città venne ucciso da un drone statunitense il cooperante italiano Giovanni Lo Porto nel 2015.